# قبة المعراج

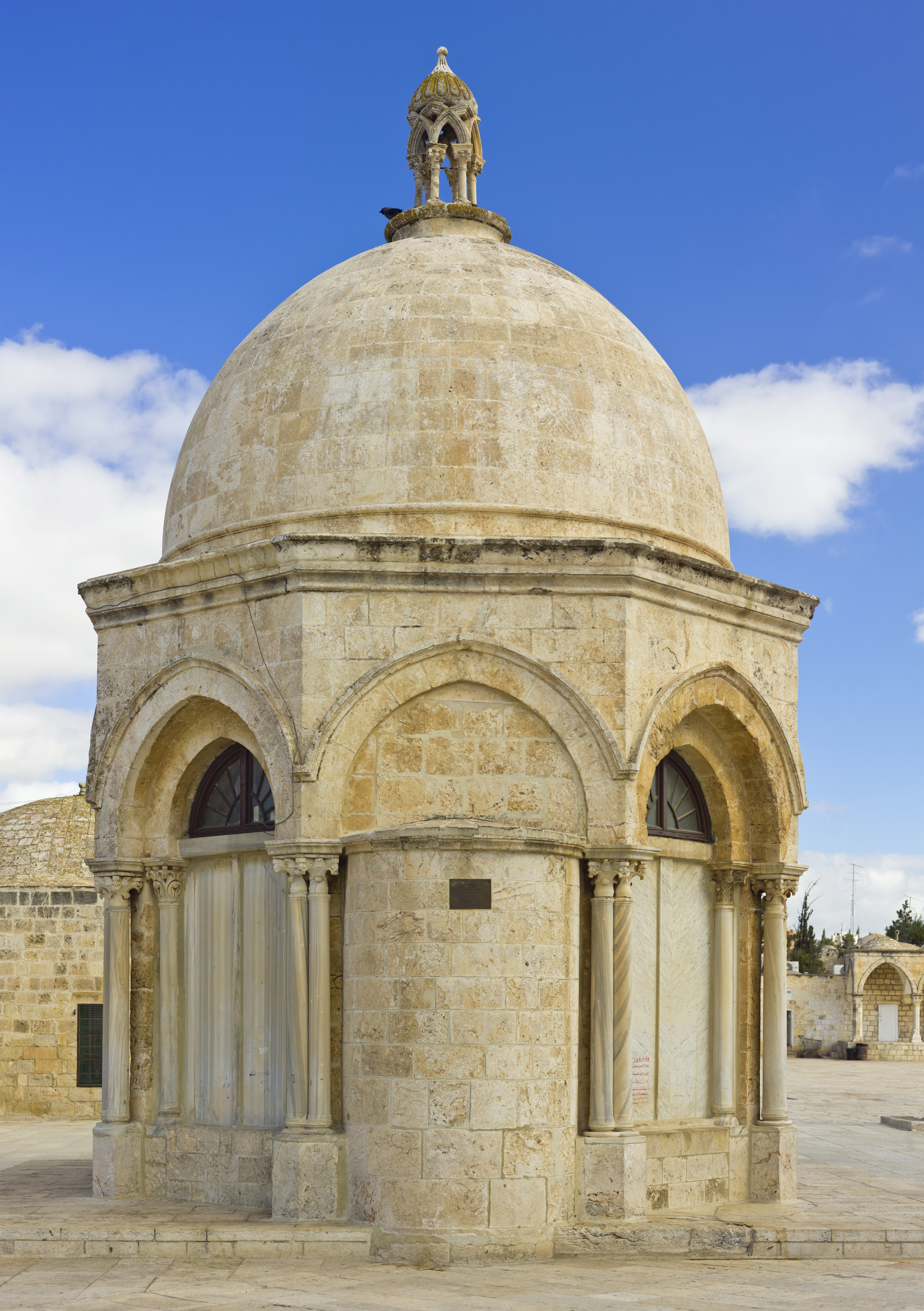
قبة المعراج

قبة المعراج هي قبة قائمة لإحياء ذكرى صعود النبي محمد إلى السماء، تقع إلى الشمال مباشرة من مسجد قبة الصخرة في ساحة المسجد الأقصى في القدس. ليس من الواضح معرفة فترة البناء الأصلي للقبة، ولكن يُفترض أن تكون إما في العهد الأموي أو العباسي، لأنه هو مذكور لابن الفقيه في 903 م، وبواسطة المقدسي عام 985 م بأنها واحدة من "قباب اثنين صغيرتين"، والأخرى هي قبة النبي. ومع ذلك، تم بناء القبة في العصر متأخر من المعراج من قبل الحاكم الأيوبي في القدس.

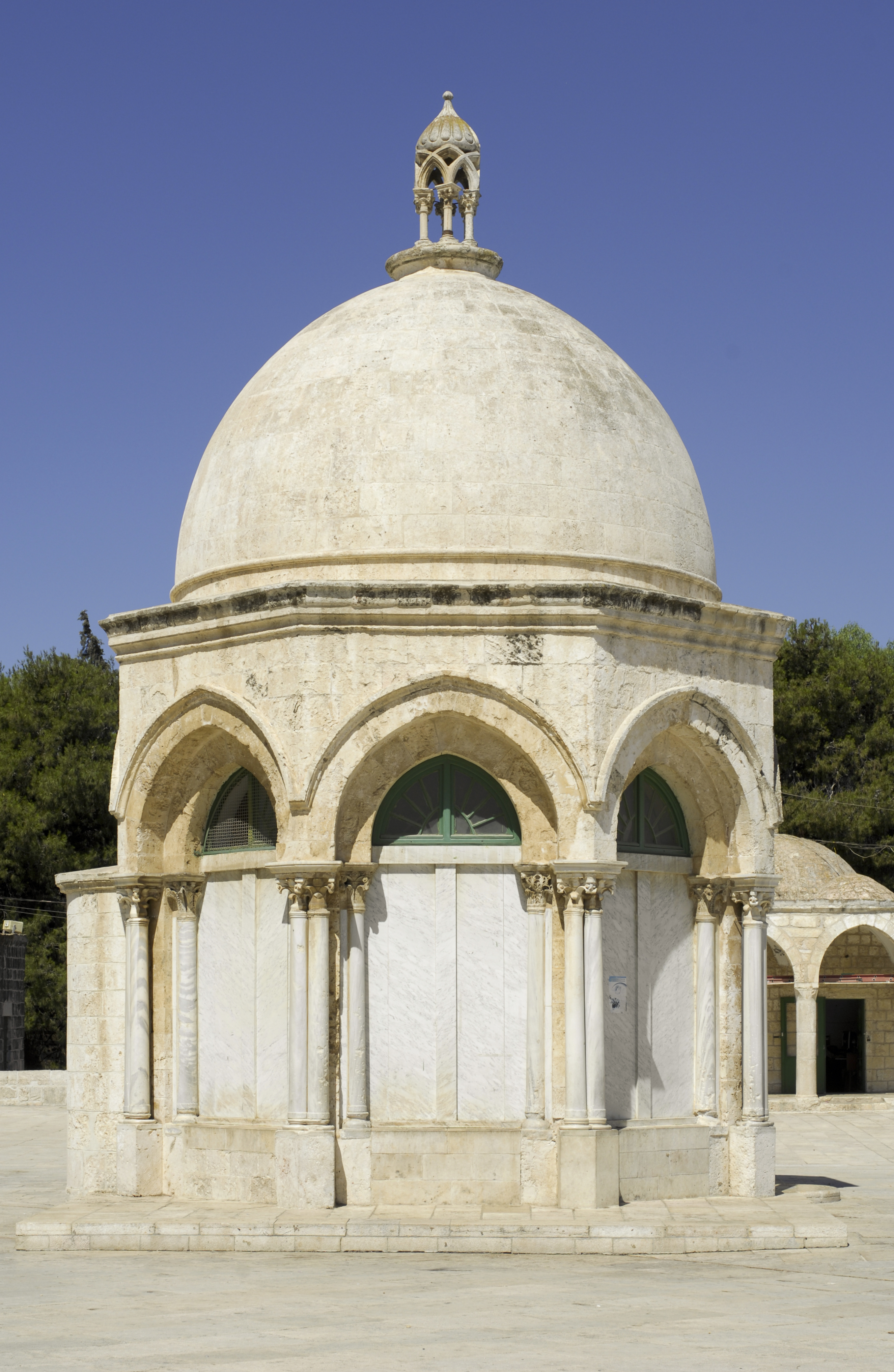
قبة المعراج من منظور آخر.